# Good Food
Good Food – brytyjski kanał telewizyjny, dostępny również w Irlandii, należący do sieci UKTV, w której 50% udziałów ma BBC Worldwide. Został uruchomiony w 2001 jako UK Food, następnie w 2004 przemianowany na UKTV Food, zaś w 2009 uzyskał obecną nazwę, która w dosłownym tłumaczeniu oznacza po prostu „Dobre Jedzenie”. 
Jak wskazuje już sama nazwa, Good Food jest kanałem tematycznym poświęconym szeroko rozumianej tematyce kulinarnej. Podobnie jak wszystkie stacje UKTV, czerpie emitowane treści głównie z archiwów BBC, a uzupełniająco również od innych nadawców oraz z produkcji własnych. Kanał dostępny jest w Wielkiej Brytanii i Irlandii w sieciach kablowych oraz na platformach satelitarnych. 
12 września 2019 kanał zakończył nadawanie. W wyniku zakończenia nadawania, programy kanału Good Food zostały przeniesione do brytyjskiej wersji Food Network. 